# Diego Boneta
Diego Andrés González Boneta (sinh ngày 29 tháng 11 năm 1990), là một nam ca sĩ và diễn viên người Mexico.

## Danh sách phim

### Điện ảnh
| Năm  | Tên                                       | Vai            | Ghi chú   |
| ---- | ----------------------------------------- | -------------- | --------- |
| 2012 | Rock of Ages                              | Drew Boley     |           |
| 2014 | City of Dead Men                          | Michael        |           |
| 2014 | Eden                                      | Arnie          |           |
| 2015 | Summer Camp                               | Will           |           |
| 2016 | Pelé: Birth of a Legend                   | José Altafini  |           |
| 2017 | Before I Fall                             | Mr. Daimler    |           |
| 2017 | The Reason You Haven't Had Sex in So Long | Gary           | Phim ngắn |
| 2017 | Another You                               | Marcus         |           |
| 2017 | The Titan                                 | Íker Hernández |           |
| 2017 | Starbright                                | Joshua         |           |
| 2017 | Blood Ride                                | Brian          |           |
| 2017 | A Bend in the Road                        |                |           |
| 2018 | The Reason Nobody Likes You               | Isaac          | Phim ngắn |
| 2018 | Monster Party                             | Ollie          |           |
| 2019 | Untitled Terminator film                  | —              | Tiền kỳ   |